# Årets falkenbergare
Årets falkenbergare är ett pris som årligen delas ut av föreningen Näringslivet Falkenberg. Priset har delats ut sedan 2013 i samband med den årliga Näringslivsdagen. Näringslivsdagen är ett arrangemang som samlar mellan 800 och 1 000 personer från näringslivet i kommunen. Även tjänstepersoner och politiker är samlade.

## Nomineringsförfarande och kriterier
Under en nomineringsperiod kan den som önskar lämna sitt förslag till Årets falkenbergare tillsammans med en motivering. En jury går igenom inkomna förslag och utser en pristagare. I juryn finns personer från styrelsen i Näringslivet Falkenberg .   
Pristagaren skall uppfylla följande kriterier. 
- Priset ska delas ut till en engagerad person som verkat offentligt, satt ett rejält avtryck och bidragit till att utveckla Falkenberg.
- Årets falkenbergare ska ha bidragit till att positivt stärka Falkenberg genom sitt arbete och engagemang.

## Tidigare upplaga 1993–2001
Årets falkenbergare hade tidigare utsetts sju gånger 1993–2001. Fram till 2000 stod Falkenbergs Hotel- och Restaurangförening för denna upplaga av priset. Priset övertogs då av Falkenbergs Turist, som dock bara delade ut det en gång, varefter det lades på is, bland annat eftersom det var svårt att hitta kandidater.
Denna omgång av priset tilldelades:
- 1993 Pär Zetterberg, fotbollsspelare
- 1994 Per-Anders Lorick, smed
- 1997 Jan E. Forsberg, stadsarkitekt och general för Sculptura
- 1998 Bo Persson, krögare och arrangör av Falkenbergs visfestival
- 1999 Per-Arne Korshag, laxrökare
- 2000 Peter Karlsson, bordtennisspelare.
- 2001 Annika Andersson, komiker.[5]

## Pristagare från 2013
År 2014 återupptogs utmärkelsen av Näringslivet Falkenberg som delades ut priset för första gången i den 5 mars 2014 i Falkhallen.
Pristagaren får förutom äran även blommor, diplom och en prissumma på 10 000 kr som skänks till något som ligger pristagaren varmt om hjärtat.  
- 2013 Lars-Eric Nilsson, Falkenbergs FF[7]
- 2014 Jill Wegerup, initiativtagare till Pride Falkenberg[8]
- 2015 Kålle Gunnarsson, producerar och regisserar musikaler och familjeföreställningar[9]
- 2016 Lisa Lemke, kock, författare, föreläsare[10]
- 2017 Boris Lennerhov, tidigare vd Gekås i Ullared[11][12]
- 2018 Karin Torstensson, landsbygdsutvecklare Falkenbergs kommun[13]
- 2019 Annika Korenado Andersson, komiker, regissör[14][15]
- 2020 Glenn Johansson, vd GleSys[16]
- 2021 Olivia Schough, svensk fotbollsspelare från Falkenberg[17]
- 2022 Magnus Wernersson, egenföretagare och producent för Falkenbergsrevyn[18]
- 2023 Per Stenström, Bertegruppen
- 2024 Helena Hedelund, diakon Falkenbergs pastorat